# (6270) Kabukuri
(6270) Kabukuri es un asteroide perteneciente al cinturón de asteroides, región del sistema solar que se encuentra entre las órbitas de Marte y Júpiter, más concretamente a la familia de Vesta, descubierto el 18 de enero de 1991 por Shigeru Inoda y el también astrónomo Takeshi Urata desde el Karasuyama Observatory, Japón.

## Designación y nombre
Designado provisionalmente como 1991 BD. Fue nombrado Kabukuri en homenaje a Kabukuri-numa, un pantano localizado en la prefectura de Miyagi al noreste de Japón. Posee gran cantidad de biodiversidad y alrededor de 50,000 gansos salvajes pasan el invierno cada año. En el año 2005, fue denominado humedal en la Convención de Ramsar.

## Características orbitales
Kabukuri está situado a una distancia media del Sol de 2,358 ua, pudiendo alejarse hasta 2,580 ua y acercarse hasta 2,136 ua. Su excentricidad es 0,094 y la inclinación orbital 5,805 grados. Emplea 1322,76 días en completar una órbita alrededor del Sol.

## Características físicas
La magnitud absoluta de Kabukuri es 14. Tiene 3,395 km de diámetro y su albedo se estima en 0,507. 